# Travel Technology Interactive
Travel Technology Interactive est un holding contrôlant plusieurs sociétés spécialisées dans le développement, l'édition et l'implémentation de logiciels destinés essentiellement au transport aérien et au transport maritime. 
Les logiciels de transports aériens comprennent des applications : de création et de mise à jour des programmes de vols, de gestion tarifaire, de réservation et d'émission de billets, d'enregistrement et d'embarquement, de gestion et de contrôle des inventaires de sièges, des logiciels d'exploitation de centres d'appels de compagnies aériennes et des services d'assistance.
Les logiciels de transport maritime comprennent : des applications de gestion de stock, d'inventaire de places disponibles, de gestion de programmes de traversées, de gestion des recettes commerciales.

## Historique
L’entreprise est créée en 2001 en tant qu’entreprise dédiée à Air Antilles Express. En 2005, elle signe un partenariat mondial avec  Amadeus IT Group, lui permettant d’augmenter son nombre de clients ainsi que sa réputation. En août 2006, elle devient partenaire d’IATA en tant que Stb Preferrend Partner. L’année suivante, TTI rachète son principal concurrent en Amérique Latine, CIONS Software, une entreprise brésilienne de solutions logicielles basée à Ribeirão Preto (Brésil) et la renomme TTI do Brasil. En novembre 2007, l’entreprise ouvre sa première filiale, TTI Caraïbes, en Guadeloupe à Baie-Mahault. En mai 2008, Travel Technology Interactive signe un accord de coopération avec Hahn Air afin que ce dernier fournisse des services de distribution BSP complémentaires aux clients de TTI. En 2010, TTI ouvre une filiale à Singapour, TTI Asia, dédiée à l’Asie/Pacifique. Le 18 avril 2011, Travel Technology Interactive fait son entrée sur NYSE Alternext à Paris.

## Les sociétés du groupe
Les sociétés du groupe sont : Caraibes Call Center, Guyane Aero Invest, Express Handling et Maintenance, Eurofinance Travel, Caribeenne de Maintenance Aeronautique, Air Saint Barthélemy, Assistance Cargo, Sunny Multimédia, Informatix, Kaero, Inforagene et Inforix.